# روز راند
روز راند (بالإنجليزيَّة: Rose Rand؛ بالألمانيَّة: Rose Rand) هي فيلسوفة ومترجمة ومهندسة نمساوية وأمريكية، ولدت في 14 يونيو 1903 في لفيف في أوكرانيا، وتوفيت في 28 يوليو 1980 في برينستون في الولايات المتحدة.